# Coal India
Coal India Limited (CIL) es una empresa del sector público indio y el mayor productor de carbón de propiedad estatal del mundo.  Tiene su sede en Calcuta y está bajo el control administrativo del Ministerio del Carbón del Gobierno de la India. 
Representa alrededor del 82% de la producción total de carbón en la India. Produjo 554,14 millones de toneladas de carbón crudo en 2016-17, un aumento respecto de su producción anterior de 494,24 millones de toneladas de carbón durante el año fiscal 2014–15  y obtuvo ingresos de ₹ 95,435 crore por la venta de carbón en el mismo ejercicio económico. En abril de 2011, el Gobierno de la India otorgó a CIL el estatus de Maharatna, convirtiéndola en una de las siete entidades con ese estatus. A partir del 14 de octubre de 2015, CIL es una empresa estatal propiedad del Gobierno central de la India  que controla sus operaciones a través del Ministerio del Carbón. Al 14 de octubre de 2015, la capitalización de mercado de CIL era de ₹ 2,11 lakh crore lo que la convierte en la octava empresa más valiosa de la India.
CIL ocupa el octavo lugar entre las 20 principales empresas responsables de un tercio de todas las emisiones globales de carbono. 

## Historia
La minería del carbón en la India había sido principalmente una empresa del sector privado. Esto cambió en septiembre de 1956, cuando el Gobierno de la India estableció su propia empresa de carbón, National Coal Development Corporation (NCDC). Las minas de carbón gestionadas por los ferrocarriles formaron el núcleo del NCDC. Esto fue para satisfacer las necesidades energéticas de rápido crecimiento en el país para apoyar la rápida industrialización que se está llevando a cabo a través de los planes quinquenales del gobierno. Ese mismo año, Singareni Colliery Company, que operaba en Andhra Pradesh desde 1920, también quedó bajo control gubernamental cuando el Gobierno central y el Gobierno estatal de Andhra Pradesh adquirieron el 45% y el 55% de las acciones, respectivamente.

## Iniciativas verdes
El CIL plantó 1,57 millones de árboles jóvenes durante el período 2014-2015. En su informe anual, el CIL informó que ha plantado alrededor de 82 millones de árboles en un área de alrededor de 33 700 ha.
Coal India está implementando ocho proyectos de almacenamiento por bombeo con la ayuda de NHPC mediante la conversión de todas las minas descarbonizadas.

## Críticas
En septiembre de 201, el Controlador y Auditor General de la India (CAG) criticó a CIL por operar 239 minas en siete subsidiarias productoras de carbón, que existían antes de 1994, sin autorización ambiental. Estas minas incluían 48 minas a cielo abierto, 170 subterráneas y 21 minas combinadas. En su informe, la CAG también señaló que de las 18 minas a cielo abierto y las ocho minas subterráneas de muestra, diez minas habían emprendido una expansión de capacidad sin autorizaciones ambientales. La empresa, en su respuesta, dijo que las solicitudes de autorización para los proyectos ya se han presentado al Ministerio de Medio Ambiente y Bosques. 
En la India, algunas minas de carbón están ubicadas cerca o debajo de las reservas de tigres. La minería o la construcción de oficinas administrativas en estas reservas o cerca de ellas perturban la vida silvestre. Por ello, organizaciones ambientalistas como Greenpeace se han opuesto a la minería en estas áreas. Alrededor del 50% de las necesidades energéticas de la India se cubren con carbón. Por lo tanto, a veces se pasa por alto la protección de la vida silvestre debido a este hecho. En su argumentación, la CIL señaló que en muchos casos sólo realiza minería subterránea que no daña los bosques que se encuentran encima.
La CIL informó las cifras más bajas de su historia, con un promedio de 66 muertes y 251 accidentes graves por año durante el período 2010-2012, lo que indica que la seguridad en el lugar de trabajo está mejorando con el paso de los años. Los críticos afirman que las prácticas de seguridad en la mayoría de las minas son inadecuadas, lo que está causando demasiadas víctimas. También se afirma que muchos accidentes y muertes no se registran y, por lo tanto, no forman parte de las "cifras oficiales".